# Pemphigus bursarius
Espèce
Pemphigus bursarius est une espèce d'insectes hémiptères, le Puceron gallicole des pétioles de peuplier, responsable de la formation de galles sur les pétioles des feuilles des Peupliers ou Puceron lanigère des racines de laitue quand il se comporte en ravageur de cultures maraîchères, en particulier sur les racines de légumes comme la laitue ou la chicorée.